# André Mayounga
André Marie Serge Mayounga (* 2. November 1968) ist ein ehemaliger zentralafrikanischer Judoka.
Er trat bei den Olympischen Sommerspielen 1992 in Barcelona im Mittelgewicht an. Er kam auf Rang 21.